# Juan Antonio Zarrabeitia
Juan Antonio Zarrabeitia Uranga es un exciclista profesional español. Nació en Abadiano (Vizcaya) el 6 de abril de 1967. Fue profesional entre 1992 y 1994 ininterrumpidamente. Su hermano menor Mikel fue también ciclista profesional.
Pasó al campo profesional de la mano de Javier Mínguez, en el equipo Amaya Seguros. Su labor siempre era la de gregario de los diferentes jefes de filas que tuvo (Laudelino Cubino, Fabio Parra, Jesús Montoya,...). Siempre se sacrificaba por el equipo, circunstancia que provocó que no consiguiera victorias en el campo profesional.

## Palmarés
No consiguió victorias.

## Equipos
- Amaya Seguros (1992-1993)
- Banesto (1994)